# Glacera Oberaletsch
La glacera Oberaletsch (en alemany: Oberaletschgletscher, que significa glacera sobre l'Aletsch) és una glacera de vall en el vessant sud dels Alps Bernesos, en el cantó del Valais. Tenia una longitud de 9 km amb una amplada mitjana de poc menys d'1 km i una àrea d'aproximadament 22 km² el 1973.
El sistema de la glacera Oberaletsch consta de dos braços aproximadament iguals. El de l'est té el seu punt de partida en el flanc sud-oest de l'Aletschhorn al voltant de 3.700 m i s'uneix al braç occidental (Beichgletscher) a la vall al peu del Nesthorn. Després la glacera flueix cap al sud-est cap a la Glacera d'Aletsch sense arribar-hi. La llengua de la glacera acaba al voltant de 2.150 m. Durant la Petita Edat de Gel, a mitjans del segle xix, la glacera formava part de la glacera d'Aletsch.
El Club Alpí Suís Oberaletschhütte (2.640 m) està per sobre de la unió dels dos braços glacials i és accessible per als excursionistes des de 2005 amb un nou camí des de Belalp.
L'àrea de la glacera Oberaletsch, juntament amb la glacera d'Aletsch, va ser declarada Patrimoni de la Humanitat per la UNESCO al desembre de 2001.